# Moreton (Merseyside)
Moreton è una cittadina di 17.670 abitanti della contea del Merseyside, in Inghilterra.